# Howard Duff
Howard Duff, all'anagrafe Howard Green Duff (Bremerton, 24 novembre 1913 – Santa Barbara, 8 luglio 1990), è stato un attore statunitense.

## Biografia
Dopo l'esordio artistico con piccoli ruoli alla radio e nel teatro di repertorio, durante il periodo della seconda guerra mondiale Howard Duff prestò servizio presso la radio dell'United States Army Air Corps. Al termine del conflitto ebbe una buona opportunità quando gli venne offerto di interpretare il ruolo del detective Sam Spade in una serie radiofonica dedicata al personaggio creato dallo scrittore Dashiell Hammett.
Dopo averlo diretto in una rappresentazione teatrale, il regista Jules Dassin scelse Duff per un ruolo nel dramma carcerario Forza bruta (1947), interpretato anche da Burt Lancaster e Yvonne De Carlo, cui fece seguito un altro ruolo di rilievo nel noir La città nuda (1948), sempre sotto la direzione di Dassin.
Durante gli anni cinquanta, Duff fu protagonista di altre pellicole di genere poliziesco come Jack il ricattatore (1950) di Joseph Pevney, Dollari che scottano (1954) di Don Siegel, e Quando la città dorme (1956), diretto da Fritz Lang. Il volto dall'espressione pulita consentì all'attore di dare un tocco caratteristico alle sue interpretazioni di personaggi spesso loschi nei thriller di quel periodo. Fu anche interprete di diverse pellicole western, come Figlio del delitto (1949) di George Sherman, Sangue e metallo giallo (1954), La stella spezzata (1956).
A partire dagli anni sessanta intraprese un'intensa carriera televisiva, che lo portò a recitare in numerosi telefilm di successo, come il poliziesco Squadra speciale anticrimine (1966-1969), nel ruolo del sergente Ben Stone, detective a Los Angeles. Il percorso artistico sul piccolo schermo culminò per Duff con il ruolo dello sceriffo Titus Semple nella soap opera Flamingo Road, alla quale partecipò dal 1980 al 1982.
Sugli schermi cinematografici privilegiò via via ruoli da caratterista, come nei film L'occhio privato (1977) di Robert Benton, Un matrimonio (1978) di Robert Altman, Kramer contro Kramer (1979), sempre di Benton, e Senza via di scampo (1987) di Roger Donaldson.
Dal 1951 al 1984 fu sposato con l'attrice e regista Ida Lupino, dalla quale nel 1952 ebbe una figlia, Bridget. Duff e la Lupino lavorarono spesso insieme, come nella sit com Mr. Adams and Eve, serie televisiva incentrata sulle vicende quotidiane di una coppia di attori, in onda nel biennio 1957-1958.

## Premi e riconoscimenti
- Stella alla Hollywood Walk of Fame: Categoria Star della TV, 	1623 Vine Street.

## Filmografia parziale

### Cinema
- Forza bruta (Brute Force), regia di Jules Dassin (1947)
- La città nuda (The Naked City), regia di Jules Dassin (1948)
- Erano tutti miei figli (All My Sons), regia di Irving Reis (1948)
- Figlio del delitto (Red Canyon), regia di George Sherman (1949)
- Trafficanti d'uomini (Illegal Entry), regia di Frederick de Cordova (1949)
- Occhio per occhio (Calamity Jane and Sam Bass), regia di George Sherman (1949)
- Cocaina (Johnny Stool Pigeon), regia di William Castle (1949)
- Donna in fuga (Woman in Hiding), regia di Michael Gordon (1950)
- K 2 operazione controspionaggio (Spy Hunt), regia di George Sherman (1950)
- Jack il ricattatore (Shakedown), regia di Joseph Pevney (1950)
- La lettera di Lincoln (The Lady from Texas), regia di Joseph Pevney (1951)
- Nervi d'acciaio (Steel Town), regia di George Sherman (1952)
- I gangsters della 5 Avenue (Models Inc.), regia di Reginald Le Borg (1952)
- Corsa infernale (Roar of the Crowd), regia di William Beaudine (1953)
- Viaggio nell'interspazio (Spaceways), regia di Terence Fisher (1953)
- Jennifer, regia di Joel Newton (1953)
- Tanganika (Tanganyika), regia di André De Toth (1954)
- Dollari che scottano (Private Hell 36), regia di Don Siegel (1954)
- Sangue e metallo giallo (The Yellow Mountain), regia di Jesse Hibbs (1954)
- La rivolta delle recluse (Women's Prison), regia di Lewis Seiler (1955)
- L'avventuriera di Bahamas (Flame of the Islands), regia di Edward Ludwig (1956)
- Robin Hood del Rio Grande (Blackjack Ketchum, Desperado), regia di Earl Bellamy (1956)
- La stella spezzata (The Broken Star), regia di Lesley Selander (1956)
- Quando la città dorme (While the City Sleeps), regia di Fritz Lang (1956)
- Furia a Rio Apache (Sierra Stranger), regia di Lee Sholem (1957)
- Venere in pigiama (Boys' Night Out), regia di Michael Gordon (1962)
- Le sette folgori di Assur, regia di Silvio Amadio (1962)
- Panic in the City, regia di Eddie Davis (1968)
- Snatched, regia di Sutton Roley (1973)
- L'occhio privato (The Late Show), regia di Robert Benton (1977)
- Un matrimonio (A Wedding), regia di Robert Altman (1978)
- Kramer contro Kramer (Kramer vs. Kramer), regia di Robert Benton (1979)
- Non aprite quell'armadio (Monster in the Closet), regia di Bob Dahlin (1986)
- Senza via di scampo (No Way Out), regia di Roger Donaldson (1987)

### Televisione
- The Whistler – serie TV, episodio 1x06 (1954)
- The Star and the Story – serie TV, episodi 1x12-1x22-2x07 (1955-1956)
- Climax! – serie TV, episodi 1x12-2x23-2x39 (1955-1956)
- Crossroads – serie TV, episodio 1x16 (1956)
- Scienza e fantasia (Science Fiction Theatre) – serie TV, episodio 1x37 (1956)
- Celebrity Playhouse – serie TV, episodi 1x27-1x38 (1956)
- Mr. Adams and Eve – serie TV, 66 episodi (1957-1958)
- Bonanza – serie TV, episodio 1x05 (1959)
- Ai confini della realtà (The Twilight Zone) – serie TV, episodio 1x23 (1960)
- Ispettore Dante (Dante) – serie TV, 26 episodi (1960-1961)
- Bus Stop – serie TV, episodio 1x23 (1962)
- L'ora di Hitchcock (The Alfred Hitchcock Hour) – serie TV, episodio 1x14 (1962)
- Sotto accusa (Arrest and Trial) – serie TV, episodio 1x02 (1963)
- La legge di Burke (Burke's Law) – serie TV, episodi 1x08-1x25 (1963-1964)
- Mr. Novak – serie TV, episodio 2x21 (1965)
- Le spie (I Spy) – serie TV, episodio 1x24 (1966)
- Squadra speciale anticrimine (Felony Squad) – serie TV, 73 episodi (1966-1969)
- Il virginiano (The Virginian) – serie TV, 2 episodi (1963-1971)
- Gli inafferrabili (The Rogues) – serie TV, episodio 1x18 (1965)
- Mistero in galleria (Night Gallery) – serie TV, un episodio (1972)
- Sulle strade della California (Police Story) – serie TV, 6 episodi (1973-1977)
- Ellery Queen – serie TV, episodio 1x12 (1975)
- Le strade di San Francisco (The Streets of San Francisco) – serie TV, episodio 5x03 (1976)
- Agenzia Rockford (The Rockford Files) – serie TV, episodio 3x12 (1977)
- Fantasilandia (Fantasy Island) – serie TV, un episodio (1978)
- Charlie's Angels – serie TV, episodio 4x20 (1980)
- Flamingo Road – serie TV, 38 episodi (1980-1982)
- La signora in giallo (Murder, She Wrote) – serie TV, episodio 1x01 (1984)
- California (Knots Landing) – serie TV, 10 episodi (1984-1990)
- Top Secret (Scarecrow and Mrs. King) – serie TV, episodi 3x04-4x22 (1985-1987)

## Doppiatori italiani
- Giulio Panicali in Forza bruta, La città nuda, Erano tutti miei figli, Cocaina, Il figlio del delitto, Trafficanti d'uomini, Jack il ricattatore
- Gualtiero De Angelis in Nervi d'acciaio, Tanganika, Viaggio nell'interspazio
- Pino Locchi in Quando la città dorme, Ellery Queen
- Giuseppe Rinaldi in La stella spezzata, Ai confini della realtà
- Nino Pavese in Sangue e metallo giallo
- Bruno Alessandro in Un matrimonio
- Sergio Rossi in Kramer contro Kramer
- Sergio Fiorentini in Charlie's Angels
- Gianni Musy in Flamingo Road
- Giuseppe Fortis in La signora in giallo